# Klocke (Unternehmen)
Die Klocke Holding GmbH mit Sitz in Weingarten (Baden) ist die Konzernobergesellschaft eines international tätigen Pharmaunternehmen in Familienbesitz. Es ist überwiegend im Bereich Lohnherstellung und Lohnverpackung tätig.

## Geschichte
Im Jahr 1963 gründete Friedhelm Klocke ein Unternehmen, das Durchdrückpackungen auf Basis der Blistertechnik für Pharmafirmen herstellte. Sein Sohn Hartmut Klocke († 2020) übernahm 1971 die Leitung und gründete die heutige Klocke Verpackungs-Service GmbH mit Sitz im badischen Weingarten bei Karlsruhe, die heute noch Stammhaus der Unternehmensgruppe ist. Zunächst waren es spezialisierte Lohnverpackungen für Arzneimittel, Kosmetika und Lebensmittel, die das Unternehmen weiter wachsen ließen. Zu Beginn der 1990er Jahre wurde das Leistungsangebot durch die Auftragsherstellung und die Entwicklung von Arzneimitteln erweitert.

## Struktur
Eigentümer der Klocke Holding sind Hartmut Klocke und seine Söhne Stefan Klocke und Carsten Klocke. Die Klocke-Gruppe besteht aus der Klocke Holding und weiteren Tochterfirmen. Im Jahr 2007 wurde die Klocke Holding als Dachgesellschaft der folgenden Unternehmen gegründet:
- Klocke Verpackungs-Service GmbH in Weingarten (Baden)
- Klocke Pharma-Service GmbH in Appenweier
- IDT Biologika GmbH in Dessau-Roßlau
- Technik-Energie-Wasser Servicegesellschaft mbH[2]

Sitz der Holding ist in Weingarten/Baden. Weitere Tochterfirmen der Klocke-Gruppe sind:
- Klocke Pharma-Service GmbH in Appenweier/Baden
- Klocke France in Straßburg (Frankreich)
- Klocke of America in Fort Myers (USA)

Diese eigenständigen Firmen sind im Besitz von Hartmut Klocke, aber nicht Teil der Holding. Die Klocke Verwaltungs-GmbH mit Sitz in Weingarten verwaltet die Grundstücke und Gebäude der Klocke Verpackungs-Service GmbH und der Klocke Pharma-Service GmbH. Im Jahr 2017 beschäftigt die Klocke-Gruppe ca. 2.200 Mitarbeiter an den oben genannten Standorten.

## Kernaktivitäten
- Entwicklung und Herstellung fester Darreichungsformen für Arzneimittel, Medizinprodukte und Nahrungsergänzungsmittel
- Verpackung fester Darreichungsformen im Bereich Arzneimittel, Medizinprodukte und Nahrungsergänzungsmittel
- Abfüllung halbfester und flüssiger Formen im Bereich Kosmetika, Lebensmittel und chemisch-technische Produkte
- Entwicklung und Herstellung von Tier- und Humanimpfstoffen
- aseptische Herstellung von Liquida und lyophilisierten Arzneimitteln
- biopharmazeutische Analytik und Laborservice